# Xã Mount Pleasant, Quận Cass, Missouri
Xã Mount Pleasant (tiếng Anh: Mount Pleasant Township) là một xã thuộc quận Cass, tiểu bang Missouri, Hoa Kỳ. Năm 2010, dân số của xã này là 20.426 người.